# سن میشل، موناکو
سن میشل (به لاتین: Saint Michel) یک منطقهٔ مسکونی در موناکو است که در شهرداری موناکو واقع شده‌است. سن میشل ۰٫۱۴۲۲۲۳ کیلومتر مربع مساحت و ۳٬۸۰۷ نفر جمعیت دارد.